# Veiveriai
Veiveriai ist ein „Städtchen“ (litauisch miestelis) mit 1167 Einwohnern (2011) in der Rajongemeinde Prienai, Litauen, mit der Antanas-Kučingis-Kunstschule und dem Tomas-Žilinskas-Gymnasium (Grundschule ab 1919). Im 19. Jahrhundert war die Poststation Veiveriai ein Haltepunkt der Strecke Warschau-Sankt Petersburg im zaristischen Russland. Die katholische St.-Liudviko-Kirche wurde 1853 erbaut. Von 1866 bis 1915 bestand das Lehrerseminar Veiveriai und in Sowjetlitauen ein Kolchos. Seit 2004 hat das Städtchen ein eigenes Wappen.

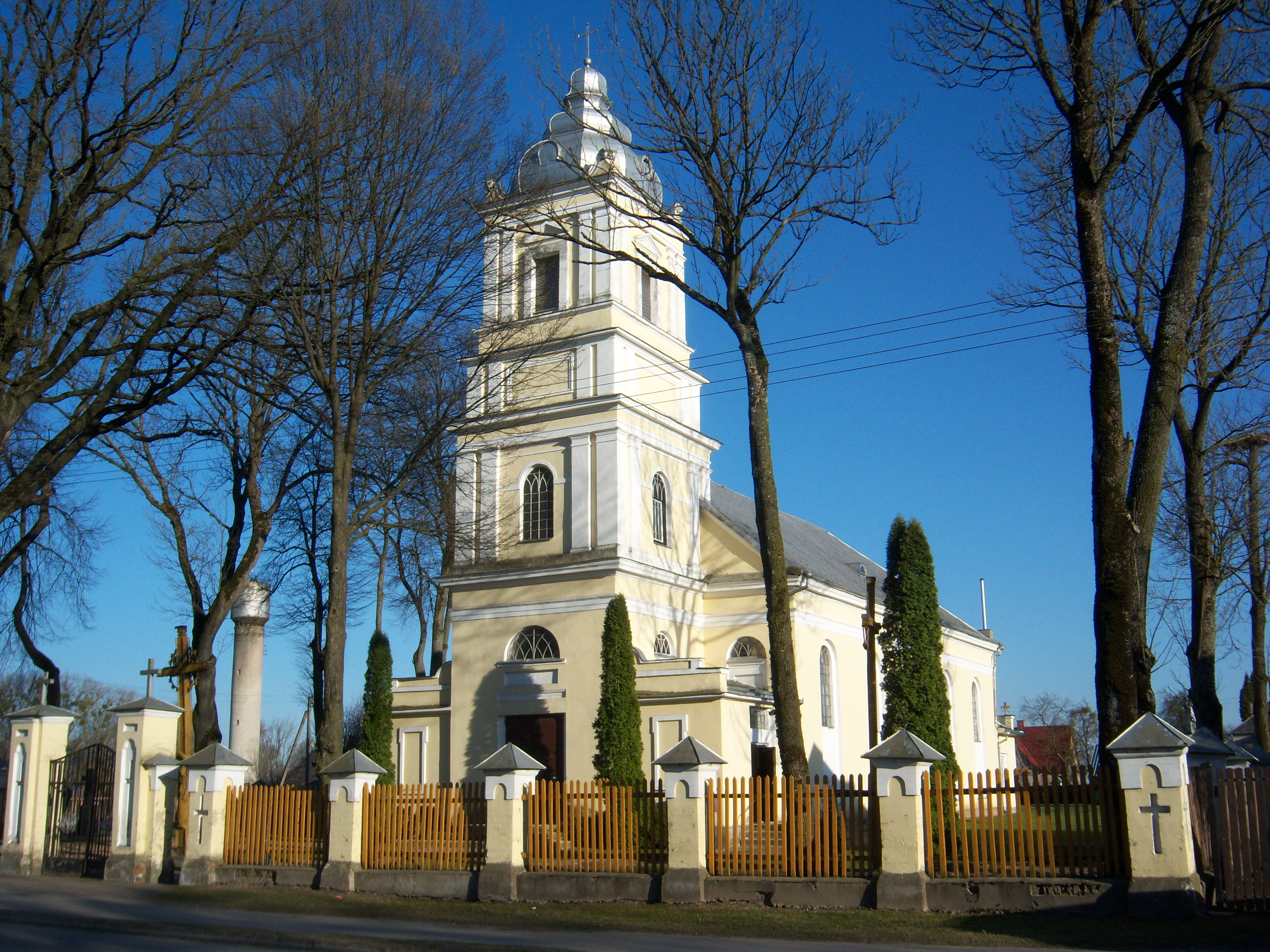
St.-Liudviko-Kirche
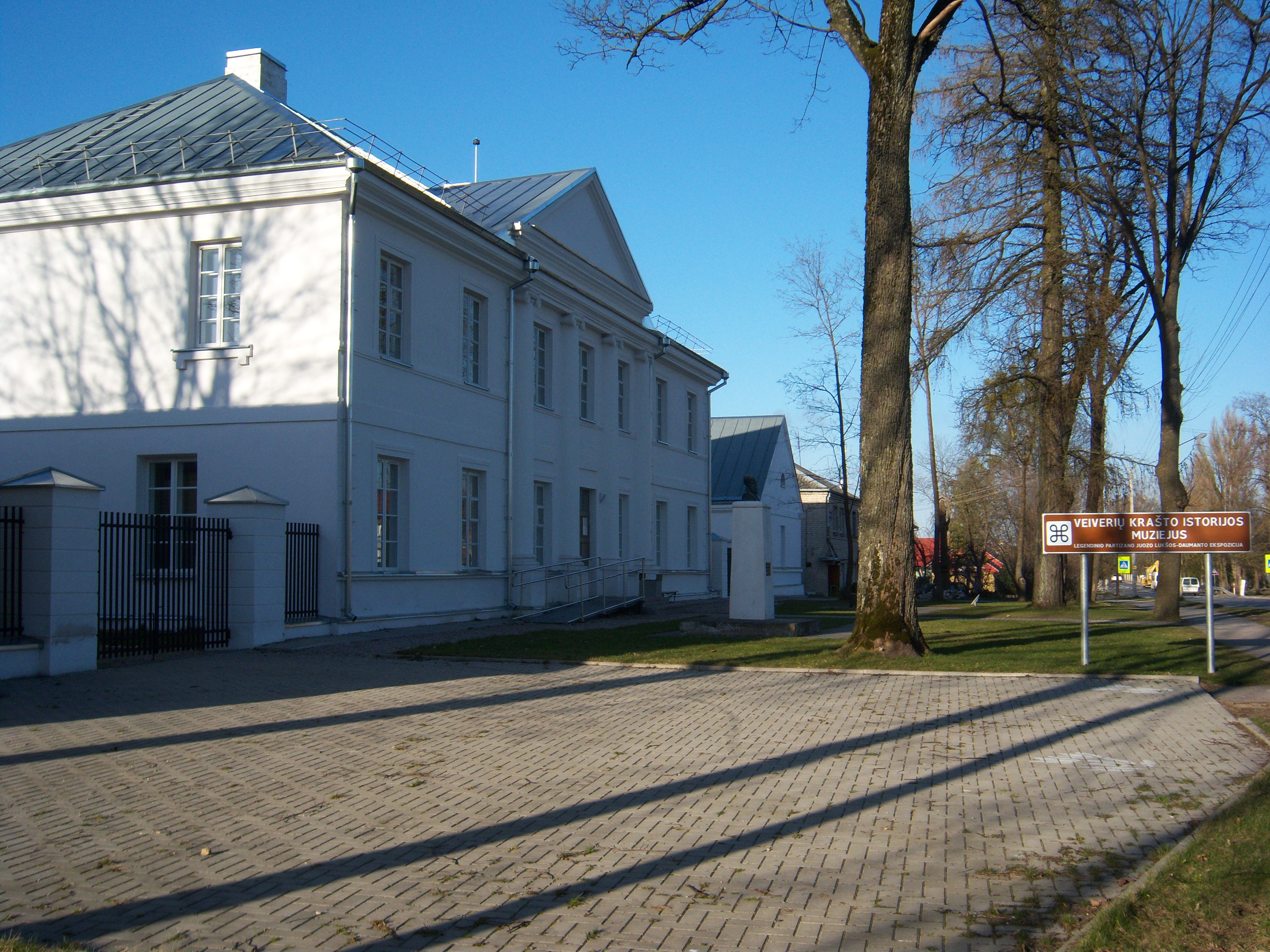
Ehemalige Poststation Veiveriai, jetzt Kunstschule

## Personen
- Aleksandras Žilinskas (1885–1942), Jurist und Politiker, Justizminister